# Incolia concolor
Incolia concolor es una especie de coleóptero de la familia Tetratomidae.

## Distribución geográfica
Habita en Colorado (Estados Unidos).